# Anisogami
Anisogami (også kaldet heterogami) betegner forplantning ved gameter af forskellig størrelse. Den mindre gamet betegnes hanlig (sædcelle) og den større gamet betegnes hunlig (ægcelle).
Der findes tre forskellige typer af anisogami: Begge gameter kan være i stand til at bevæge sig ved egen kraft, kun den hanlige gamet er motil eller ingen af gameterne er i stand til at bevæge sig. Sidstnævnte forekommer hos visse alger og andre planter. Hos frøplanter er gameterne ikke-bevægelige celler, der er indeholdt i gametofytten. Sporeplanter har sædceller.
Den form for anisogami der forekommer hos dyr kaldes oogami. Her bliver en stor ubevægelig æg-celle befrugtet af en lille bevægelig sædcelle. Den store æg-celle er udformet så den kan overleve længe, mens den lille sæd-celle er udformet med henblik på bedst mulig mobilitet og hastighed.